# Јоргос Лантимос
Јоргос Лантимос (грч. Γιώργος Λάνθιμος, Јоргос Лантимос; рођен 23. септембра 1973) је грчки филмски и позоришни редитељ, продуцент и сценариста.

## Живот и каријера
Лантимос је рођен у Атини. Студирао је режију за филм и телевизију у Атини. Током деведесетих режирао је серију видео-снимака за грчке плесне компаније. Од 1995. режирао је велики број ТВ реклама, музичких спотова, кратких филмова и експерименталних позоришних представа. Био је такође члан креативног тима који је осмислио церемонију отварања и затварања Летњих олимпијских игара 2004. у Атини.
Његова играна филмска каријера почела је са мејнстрим филмом  Мој најбољи пријатељ , који је режирао заједно са ментором Лакисом Лазопулосом, а потом и авангардни филм  Кинетта  који је премијерно приказан на Филмском фестивалу у Торонту 2005. године. Његов трећи филм "Очњак" је освојио Награду Известан поглед на Канском филмском фестивалу 2009. године. и номинован је за Оскара за најбољи филм на страном језику 2011. године. Његов четврти играни филм  Алпс  (2011) освојио је Осела награду за најбољи сценарио на 68. Филмском фестивалу у Венецији.
Сценарио за његов пети филм "Јастог" награђен је 2013. године на 42. Међународном филмском фестивалу у Ротердаму. Филм је 2015. године номинован за Златну палму на Канском филмском фестивалу  и освојио награду жирија.

## Филмографија
| Година | Наслов                | Напомене |
| ------ | --------------------- | --- |
| 2001   | Мој најбољи пријатељ  | Режисер са Лакисом Лазопулосом |
| 2001   | Uranisco Disco        | Краткометражни филм |
| 2005   | Кинета                | Номинован на Солунском Међународном филмском фестивалу |
| 2009   | Очњак                 | Награда Известан поглед Кански филмски фестивал Ауди Даблин Међународни филмски фестивал Лисабон и Есторил филмски фестивал Хеленски филмски оскар за најбољег режисера Хеленски филмски оскар за најбољи сценарио Сарајевски филмски фестивал Сиџес филмски фестивал Стокхолм међународни филмски фестивал Номинован за Оскара за најбољи страни филм Номинован за најбољи страни филм - Британски независни филмски фестивал |
| 2011   | Алпс                  | Најбољи сценарио Златна Осела Сиднеј филмски фестивал Номинован—Златни лав |
| 2015   | Јастог                | Кански филмски фестивал Најбољи сценариста Европски филм фестивал Најбољи не-амерички филм Друштво онлајн филмских критичара Номинован за најоригиналнији сценарио —Оскар Номинован за инзварендан британски филм —БАФТА Номинован —Белгијска асоцијација филмских критичара Номинован за најбољи британски независни филм Британске независне филмске награде Номинован за најбољег режисера— Британске независне филмске награде Номинован за најбољи сценарио —Британске независне филмске награде Номинован за најбољег продуцента године —Британске независне филмске награде Номинован за најбољи филм —Европски филм фестивал Номинован за најбољег режисера —Европски филм фестивал Номинован за најбољи филм Филмске награде Британске академије |
| 2017   | Убиство светог јелена | Најбољи сценарио (Кански филмски фестивал) |
| 2018   | Миљеница              | |
| 2023   | Јадна створења        | |
| 2024   | Сва лица доброте      | |
| 2025   | Бугонија              | |